# Тоне (посёлок)
Тоне (яп. 利根町 Тонэ-мати) — посёлок в Японии, находящийся в уезде Китасома префектуры Ибараки. Площадь посёлка составляет 24,90 км², население — 16 744 человека (1 августа 2014), плотность населения — 672,45 чел./км².

## Географическое положение
Посёлок расположен на острове Хонсю в префектуре Ибараки региона Канто. С ним граничат города Рюгасаки, Ториде, Абико, Индзай и посёлки Кавати, Сакаэ.

## Население
Население посёлка составляет 16 744 человека (1 августа 2014), а плотность — 672,45 чел./км². Изменение численности населения с 1980 по 2005 годы:
| 1980 | 14 378 чел. |  |
| 1985 | 19 762 чел. |  |
| 1990 | 20 511 чел. |  |
| 1995 | 20 202 чел. |  |
| 2000 | 19 033 чел. |  |
| 2005 | 18 024 чел. |  |

## Символика
Деревом посёлка считается сакура, цветком — канна, птицей — Acrocephalinae.